# La principessa cadavere
La principessa cadavere (屍姫?, Shikabane hime) è un manga scritto e disegnato da Yoshiichi Akahito. La prima pubblicazione è avvenuta nella rivista Monthly Shōnen Gangan a partire dal 12 aprile 2005. Il manga è stato adattato in due stagioni anime, la prima di 13 episodi la seconda di 12 e gli studi di animazione coinvolti sono stati sia la Gainax che la Feel.

## Trama
La storia si basa sulla presenza di esseri noti con il nome di "Shikabane", ovvero persone che sono morte con un grande attaccamento alla vita, con un desiderio forte che non è stato esaudito, sia esso il proteggere il proprio figlio o continuare a giocare. Essi assumono le sembianze che desiderano, e una volta tornate alla vita hanno due possibilità: scegliere la strada del paradiso dando la caccia agli altri Shikabane oppure continuare a farsi consumare dai propri desideri. Nel caso scegliessero la strada verso il paradiso dovranno prima allearsi con un monaco che accetta tali esseri come protettori e con loro uccidere 108 Shikabane, tali esseri prendono il nome di "Shikabane Hime". Fra loro Hoshimura Makina è colei che cercherà di vendicarsi del gruppo che aveva ucciso lei e la sua famiglia tempo addietro scoprendo alla fine i vari segreti dell'organizzazione con la quale lavora.

## Personaggi

### Protagonisti

I due protagonisti nell'anime: Makina (a sinistra) e Keisei (a destra)

- Ōri Kagami (花神 旺里?, Kagami Ōri), doppiato in originale da Tatsuya Hasome. Cresciuto in un orfanotrofio la sua infanzia all'inizio rimarrà un mistero, era stato trovato da un monaco, Keisei Tagami che dirà in seguito di essere suo fratello maggiore. Verso la fine della seconda serie si scoprirà che sua madre era diventata un Shikabane, ovvero un "cadavere" un essere che si era opposto alla morte[N 3]. Si allenerà per diventare un monaco ottenendo anche i loro poteri.

- Keisei Tagami (田神 景世?, Tagami Keisei), doppiato in originale da Keiji Fujiwara. Monaco buddista esperto di arti magiche, fratello maggiore di Ōri Kagami, infatti aveva cambiato appositamente una lettera al cognome del ragazzo. Lavora in coppia con Hoshimura Makina, la shikabane hime protagonista della storia.

- Makina Hoshimura (星村 眞姫那?, Hoshimura Makina), doppiata in originale da Nana Akiyama. La protagonista della storia colei che è diventata una principessa cadavere, ovvero un essere tornato alla vita ma che ha scelto la strada del paradiso alleandosi con un monaco, che nel suo caso è Keisei. Il desiderio che la muove è la vendetta verso i Shichisei, coloro che hanno sterminato la sua famiglia uccidendola dopo averla torturata. Dopo la morte di Keisei il fratello Ōri prenderà il suo posto nel patto.

- Sadahiro Mibu (壬生 貞比呂?, Mibu Sadahiro) doppiato in originale da Junichi Suwabe. Uno dei monaci che lavora in incognito in un bar dove presta servizio Ōri come part-time. Il suo compito è quello di sorvegliare i due fratelli, lavora in coppia con una shikabane hime, Akira Tōoka.

### Antagonisti
- Akasha, colui che viene chiamato sacerdote traditore, un vecchio amico di Keisei e Sadahiro che ha tradito l'organizzazione dopo aver scoperto la verità che nasconde. Inizialmente lavorava in coppia con una shikabane ma ha dovuto ucciderla. Lui è il primo ad accorgersi della nuova forza di Makina che trae forza dal suo nuovo compagno Ōri, risucchiandogli completamente la vita, lo salverà per via dell'antica amicizia con il fratello di lui.

#### I Shikusei
I Shikusei (o Shichisei) sono il gruppo di Shikabane che non hanno alcun desiderio, sfuggendo alla regola comune che si ritornava in vita solo per un desiderio non soddisfatto, si dice che essi rappresentino la natura. Il gruppo è composto da sette membri:
- Kowaku, colui che si mostra in forma di nebbia rossa, viene avvelenato da Keisei[N 4] ma riesce faticosamente a salvarsi per essere poi ucciso dalla vecchia compagna del monaco.
- Hokuto, la più potente del gruppo colei che viene chiamata la morte stessa,
- Hazama
- Toya
- Hizuchi
- Isaka
- Ena

## Media

### Manga
Il manga, scritto e illustrato da Yoshiichi Akahito, è stato serializzato dal 12 aprile 2005 al 12 agosto 2014 sulla rivista mensile Monthly Shōnen Gangan edita da Gangan Comics. Square Enix ha raccolto i capitoli in 23 volumi tankōbon pubblicati dal 22 agosto 2005 al 22 novembre 2014.
In Italia il manga è stato pubblicato da Panini Comics sotto l'etichetta Planet Manga dall'8 novembre 2014 al 10 ottobre 2019.

#### Volumi
| Nº | Data di prima pubblicazione | Data di prima pubblicazione                                                 | Data di prima pubblicazione |
| Nº | Giapponese                  | Giapponese                                                                  | Italiano                    |
| -- | --------------------------- | --------------------------------------------------------------------------- | --------------------------- |
| 1  | 22 agosto 2005              | ISBN 4-7575-1506-5                                                          | 8 novembre 2014             |
| 2  | 22 febbraio 2006            | ISBN 4-7575-1626-6                                                          | 6 dicembre 2014             |
| 3  | 22 agosto 2006              | ISBN 4-7575-1738-6                                                          | 17 gennaio 2015             |
| 4  | 22 dicembre 2006            | ISBN 4-7575-1824-2                                                          | 7 febbraio 2015             |
| 5  | 22 maggio 2007              | ISBN 978-4-7575-2016-5                                                      | 7 marzo 2015                |
| 6  | 22 ottobre 2007             | ISBN 978-4-7575-2134-6                                                      | 11 aprile 2015              |
| 7  | 22 febbraio 2008            | ISBN 978-4-7575-2220-6                                                      | 9 maggio 2015               |
| 8  | 21 giugno 2008              | ISBN 978-4-7575-2301-2                                                      | 6 giugno 2015               |
| 9  | 22 settembre 2008           | ISBN 978-4-7575-2379-1                                                      | 4 luglio 2015               |
| 10 | 22 gennaio 2009             | ISBN 978-4-7575-2472-9                                                      | 10 ottobre 2015             |
| 11 | 22 luglio 2009              | ISBN 978-4-7575-2605-1                                                      | 23 gennaio 2016             |
| 12 | 22 gennaio 2010             | ISBN 978-4-7575-2777-5                                                      | 21 aprile 2016              |
| 13 | 22 luglio 2010              | ISBN 978-4-7575-2933-5                                                      | 4 agosto 2016               |
| 14 | 22 dicembre 2010            | ISBN 978-4-7575-3084-3                                                      | 24 ottobre 2016             |
| 15 | 22 giugno 2011              | ISBN 978-4-7575-3250-2                                                      | 23 febbraio 2017            |
| 16 | 22 novembre 2011            | ISBN 978-4-7575-3386-8                                                      | 22 giugno 2017              |
| 17 | 21 aprile 2012              | ISBN 978-4-7575-3549-7 (ed. regolare) ISBN 978-4-7575-3499-5 (ed. limitata) | 19 ottobre 2017             |
| 18 | 22 ottobre 2012             | ISBN 978-4-7575-3723-1                                                      | 15 febbraio 2018            |
| 19 | 22 aprile 2013              | ISBN 978-4-7575-3937-2                                                      | 14 giugno 2018              |
| 20 | 22 ottobre 2013             | ISBN 978-4-7575-4032-3                                                      | 11 ottobre 2018             |
| 21 | 22 marzo 2014               | ISBN 978-4-7575-4240-2                                                      | 14 febbraio 2019            |
| 22 | 22 agosto 2014              | ISBN 978-4-7575-4386-7                                                      | 20 giugno 2019              |
| 23 | 22 novembre 2014            | ISBN 978-4-7575-4468-0                                                      | 10 ottobre 2019             |

### Anime
Un adattamento anime dal titolo Shikabane hime: Aka (屍姫 赫?) è stato prodotto da Feel e Gainax e trasmesso su AT-X dal 2 ottobre al 25 dicembre 2008 per un totale di 13 episodi. Le puntate sono andate in onda anche sulle reti: BS11, Chiba TV, KBS Kyoto, Sun TV, Tokyo MX, TV Aichi, TV Kanagawa e TV Saitama.
Una seconda stagione, intitolata Shikabane hime: Kuro (屍姫 玄?), è andata in onda dal 1º gennaio al 26 marzo 2009. L'episodio 26, ultimo della serie, è stato pubblicato direttamente in DVD il 5 agosto 2009.

#### Episodi
| Nº                                | Titolo italiano (traduzione letterale) Giapponese 「Kanji」 - Rōmaji                               | In onda          | In onda |
| Nº                                | Titolo italiano (traduzione letterale) Giapponese 「Kanji」 - Rōmaji                               | Giapponese       |         |
| Shikabane hime: Aka (13 episodi)  | |                  |         |
| 1                                 | La danza della morte 「死が舞う」 - Shi ga mau                                                     | 2 ottobre 2008   |         |
| 2                                 | Il gioco continua 「遊戯のつづき」 - Yūgi no tsuzuki                                               | 9 ottobre 2008   |         |
| 3                                 | Voce della notte 「夜の声」 - Yoru no koe                                                          | 16 ottobre 2008  |         |
| 4                                 | L'inno della tragedia 「惨美歌」 - Sanbika                                                         | 23 ottobre 2008  |         |
| 5                                 | Monaco traditore 「背信僧」 - Haishinsō                                                            | 30 ottobre 2008  |         |
| 6                                 | Alla fine della corsa pericolosa 「妖走の果て」 - Yōsō no hate                                     | 6 novembre 2008  |         |
| 7                                 | Il falso potere delle parole 「偽言魂」 - Nisegotodama                                             | 13 novembre 2008 |         |
| 8                                 | Serenità 「安らぎ」 - Yasuragi                                                                     | 20 novembre 2008 |         |
| 9                                 | Fai battere il tuo cuore 「その胸にトキメキを」 - Sono mune ni tokimeki wo                         | 27 novembre 2008 |         |
| 10                                | Stelle sul suolo 「地に星」 - Chi ni hoshi                                                         | 4 dicembre 2008  |         |
| 11                                | Una notte 「ある夜」 - Aru yoru                                                                    | 11 dicembre 2008 |         |
| 12                                | Alba 「夜明け」 - Yoake                                                                            | 18 dicembre 2008 |         |
| 13                                | Programma funebre per un monaco a contratto 「契約僧告別式次第」 - Keiyakusō kokubetsushiki shidai | 25 dicembre 2008 |         |
| Shikabane hime: Kuro (12 episodi) | |                  |         |
| 1                                 | Sentiero di luce 「光の道筋」 - Hikari no michisuji                                                | 1º gennaio 2009  |         |
| 2                                 | Il mio nemico 「我が敵」 - Waga teki                                                               | 8 gennaio 2009   |         |
| 3                                 | Amata aberrazione 「愛しき異形」 - Itoshi ki igyō                                                  | 15 gennaio 2009  |         |
| 4                                 | La forma di Itsuki 「異月の貌」 - Itsuki no katachi                                                | 22 gennaio 2009  |         |
| 5                                 | Natura e rimpianti 「性と未練」 - Saga to miren                                                    | 29 gennaio 2009  |         |
| 6                                 | Un mostro chiamato felicità 「幸福という怪物」 - Kōfuku toiu kaibutsu                              | 5 febbraio 2009  |         |
| 7                                 | Desiderio banale 「ありふれた望み」 - arifureta nozomi                                             | 12 febbraio 2009 |         |
| 8                                 | Mia madre è stata contaminata 「我が母は穢れたまいし」 - wa ga haha wa kegareta mai shi            | 26 febbraio 2009 |         |
| 9                                 | Il valore dei viventi 「生者の価値」 - Seija no kachi                                              | 5 marzo 2009     |         |
| 10                                | Dall'altra parte dell'inferno 「地獄の先へ」 - Jigoku no saki e                                    | 12 marzo 2009    |         |
| 11                                | 108 bugie 「一〇八の嘘」 - Hyakuhachi no uso                                                       | 19 marzo 2009    |         |
| 12                                | Oltre i cadaveri 「屍の果て」 - Kabane no hate                                                     | 26 marzo 2009    |         |
| OAV                               | Anche così, come umano 「それでも、人として」 - Soredemo, hito toshite                             | 5 agosto 2009    |         |